# Liga Femenina de baloncesto 2008-09
La temporada 2008-09 de la Liga Femenina fue la 46ª temporada de la liga femenina de baloncesto. Se inició el 4 de octubre de 2008 y acabó el 1 de mayo de 2009. Los playoffs sirvieron a Ros Casares Valencia quien ganó al Perfumerías Avenida en los playoffs 2-0.

## Liga regular
| Pos. | Equipo                           | PJ | G  | P  | PF   | PC   | DP   | Pts | Clasificación o descenso                   |
| ---- | -------------------------------- | -- | -- | -- | ---- | ---- | ---- | --- | ------------------------------------------ |
| 1    | Ros Casares Valencia             | 26 | 25 | 1  | 2202 | 1628 | +574 | 51  | Clasifican a los Playoffs                  |
| 2    | Perfumerías Avenida              | 26 | 19 | 7  | 1964 | 1787 | +177 | 45  | Clasifican a los Playoffs                  |
| 3    | Rivas Ecópolis                   | 26 | 18 | 8  | 1773 | 1644 | +129 | 44  | Clasifican a los Playoffs                  |
| 4    | Club Baloncesto San José         | 26 | 17 | 9  | 1864 | 1802 | +62  | 43  | Clasifican a los Playoffs y descenso a LF2 |
| 5    | CB Olesa Espanyol                | 26 | 17 | 9  | 1871 | 1792 | +79  | 43  | Clasifican a los Playoffs para la Eurocopa |
| 6    | Sóller Juventud Mariana          | 26 | 15 | 11 | 1865 | 1865 | 0    | 41  | Clasifican a los Playoffs para la Eurocopa |
| 7    | EBE Ibiza-PDV                    | 26 | 14 | 12 | 1806 | 1737 | +69  | 40  | Clasifican a los Playoffs para la Eurocopa |
| 8    | Hondarribia-Irún                 | 26 | 13 | 13 | 1860 | 1953 | −93  | 39  | Clasifican a los Playoffs para la Eurocopa |
| 9    | Celta Indepo                     | 26 | 11 | 15 | 1643 | 1671 | −28  | 37  |                                            |
| 10   | Cadí La Seu                      | 26 | 9  | 17 | 1686 | 1862 | −176 | 35  |                                            |
| 11   | Gran Canaria La Caja de Canarias | 26 | 7  | 19 | 1752 | 1902 | −150 | 33  |                                            |
| 12   | USP CEU-MMT Estudiantes          | 26 | 6  | 20 | 1575 | 1800 | −225 | 32  |                                            |
| 13   | Mann Filter Zaragoza             | 26 | 6  | 20 | 1613 | 1874 | −261 | 32  | Mantiene la categoría por vacantes         |
| 14   | Extrugasa                        | 26 | 5  | 21 | 1669 | 1826 | −157 | 31  | Descenso a LF2                             |

 Fuente: FEB

## Playoffs

### Playoffs por el título
|  | Semifinales                | Semifinales                | Semifinales                | Semifinales                | Semifinales           | Semifinales |                        |                        | Final                  | Final                  | Final | Final | Final | Final |
|  |                            |                            |                            |                            |                       |             |                        |                        |                        |                        |       |       |       |       |
|  |                            |                            |                            |                            |                       |             |                        |                        |                        |                        |       |       |       |       |
|  |                            |                            |                            |                            |                       |             |                        |                        |                        |                        |       |       |       |       |
|  | 1 Ros Casares Valencia     | 1 Ros Casares Valencia     | 1 Ros Casares Valencia     | 1 Ros Casares Valencia     | 77                    | 96          |                        |                        |                        |                        |       |       |       |       |
|  | 1 Ros Casares Valencia     | 1 Ros Casares Valencia     | 1 Ros Casares Valencia     | 1 Ros Casares Valencia     | 77                    | 96          |                        |                        |                        |                        |       |       |       |       |
|  | 4 Club Baloncesto San José | 4 Club Baloncesto San José | 4 Club Baloncesto San José | 4 Club Baloncesto San José | 76                    | 77          |                        |                        |                        |                        |       |       |       |       |
|  | 4 Club Baloncesto San José | 4 Club Baloncesto San José | 4 Club Baloncesto San José | 4 Club Baloncesto San José | 76                    | 77          | 1 Ros Casares Valencia | 1 Ros Casares Valencia | 1 Ros Casares Valencia | 1 Ros Casares Valencia | 96    | 70    |       |       |
|  |                            |                            |                            |                            |                       |             | 1 Ros Casares Valencia | 1 Ros Casares Valencia | 1 Ros Casares Valencia | 1 Ros Casares Valencia | 96    | 70    |       |       |
|  |                            | 2 Perfumerías Avenida      | 2 Perfumerías Avenida      | 2 Perfumerías Avenida      | 2 Perfumerías Avenida | 56          | 66                     |                        |                        |                        |       |       |       |       |
|  | 2 Perfumerías Avenida      | 2 Perfumerías Avenida      | 2 Perfumerías Avenida      | 2 Perfumerías Avenida      | 2 Perfumerías Avenida | 56          | 66                     | 65                     | 60                     | 75                     |       |       |       |       |
|  | 2 Perfumerías Avenida      | 2 Perfumerías Avenida      | 2 Perfumerías Avenida      |                            |                       |             |                        |                        |                        | 75                     |       |       |       |       |
|  | 3 Rivas Ecópolis           | 3 Rivas Ecópolis           | 3 Rivas Ecópolis           | 75                         | 49                    | 61          |                        |                        |                        |                        |       |       |       |       |
|  | 3 Rivas Ecópolis           | 3 Rivas Ecópolis           | 3 Rivas Ecópolis           | 75                         | 49                    | 61          |                        |                        |                        |                        |       |       |       |       |

### Playoffs para la Eurocopa
|  | Semifinales               | Semifinales               | Semifinales               | Semifinales               | Semifinales     | Semifinales     |                     |                     | Clasificados para la Eurocopa | Clasificados para la Eurocopa | Clasificados para la Eurocopa | Clasificados para la Eurocopa | Clasificados para la Eurocopa | Clasificados para la Eurocopa |
|  |                           |                           |                           |                           |                 |                 |                     |                     |                               |                               |                               |                               |                               |                               |
|  |                           |                           |                           |                           |                 |                 |                     |                     |                               |                               |                               |                               |                               |                               |
|  |                           |                           |                           |                           |                 |                 |                     |                     |                               |                               |                               |                               |                               |                               |
|  | 5 CB Olesa Espanyol       | 5 CB Olesa Espanyol       | 5 CB Olesa Espanyol       | 5 CB Olesa Espanyol       | 77              | 75              |                     |                     |                               |                               |                               |                               |                               |                               |
|  | 5 CB Olesa Espanyol       | 5 CB Olesa Espanyol       | 5 CB Olesa Espanyol       | 5 CB Olesa Espanyol       | 77              | 75              |                     |                     |                               |                               |                               |                               |                               |                               |
|  | 8 Hondarribia-Irún        | 8 Hondarribia-Irún        | 8 Hondarribia-Irún        | 8 Hondarribia-Irún        | 76              | 73              |                     |                     |                               |                               |                               |                               |                               |                               |
|  | 8 Hondarribia-Irún        | 8 Hondarribia-Irún        | 8 Hondarribia-Irún        | 8 Hondarribia-Irún        | 76              | 73              | 5 CB Olesa Espanyol | 5 CB Olesa Espanyol | 5 CB Olesa Espanyol           | 5 CB Olesa Espanyol           | 5 CB Olesa Espanyol           | 0                             |                               |                               |
|  |                           |                           |                           |                           |                 |                 | 5 CB Olesa Espanyol | 5 CB Olesa Espanyol | 5 CB Olesa Espanyol           | 5 CB Olesa Espanyol           | 5 CB Olesa Espanyol           | 0                             |                               |                               |
|  |                           | 7 EBE Ibiza-PDV           | 7 EBE Ibiza-PDV           | 7 EBE Ibiza-PDV           | 7 EBE Ibiza-PDV | 7 EBE Ibiza-PDV | 0                   |                     |                               |                               |                               |                               |                               |                               |
|  | 6 Soller Joventut Mariana | 6 Soller Joventut Mariana | 6 Soller Joventut Mariana | 6 Soller Joventut Mariana | 7 EBE Ibiza-PDV | 7 EBE Ibiza-PDV | 0                   | 71                  | 79                            |                               |                               |                               |                               |                               |
|  | 6 Soller Joventut Mariana | 6 Soller Joventut Mariana | 6 Soller Joventut Mariana | 6 Soller Joventut Mariana |                 |                 |                     |                     |                               |                               |                               |                               |                               |                               |
|  | 7 EBE Ibiza-PDV           | 7 EBE Ibiza-PDV           | 7 EBE Ibiza-PDV           | 7 EBE Ibiza-PDV           | 89              | 96              |                     |                     |                               |                               |                               |                               |                               |                               |
|  | 7 EBE Ibiza-PDV           | 7 EBE Ibiza-PDV           | 7 EBE Ibiza-PDV           | 7 EBE Ibiza-PDV           | 89              | 96              |                     |                     |                               |                               |                               |                               |                               |                               |

## Postemporada
- Campeonas de la Liga Femenina 2008-09: Ros Casares Valencia (6º título).
- Campeonas de la Copa de la Reina 2009: Ros Casares Valencia (6º título).
- Campeonas de la Supercopa 2008: Ros Casares Valencia (5º título).
- Clasificadas para Euroliga 2009-10: Ros Casares Valencia, Perfumerías Avenida y Rivas Ecópolis.
- Clasificadas para Eurocup 2009-10: EBE Ibida-PDV, Gran Canaria La Caja de Canarias (por invitación) y Mann Filter Zaragoza (en la plaza del CB San José).
- Descendidas a Liga Femenina 2 2009-10:  Extrugasa y Club Baloncesto San José (desaparece). [2]
- Ascendidas de Liga Femenina 2 2008-09:  Uni Girona y Moguerza Real Canoe N.C..